# Zonsverduistering van 9 mei 1929

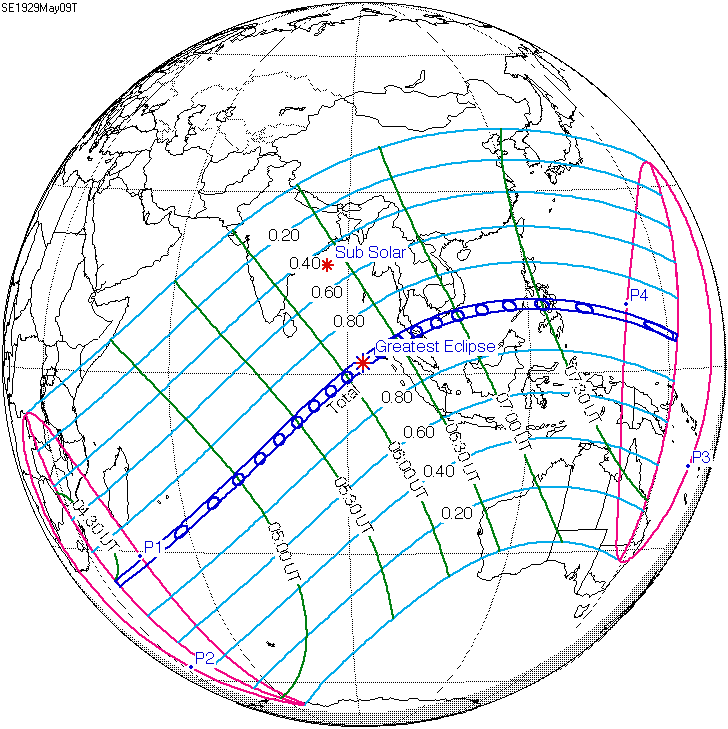
De zonsverduistering was te zien tussen de blauwe lijnen.

De totale zonsverduistering van 9 mei 1929 trok veel over zee, maar was achtereenvolgens te zien in deze vijf landen: Indonesië, Maleisië, Thailand, Vietnam en Filipijnen.

## Lengte

### Maximum
Het punt met maximale totaliteit lag op zee ca. 300 km ten zuidwesten van de plaats Meulaboh in Indonesië op coördinatenpunt 1.5963° Noord / 92.7036° Oost en duurde 5m06,6s.

### Limieten
| Fenomeen                    | Code | Tijdstip UTC  |
| --------------------------- | ---- | ------------- |
| Eerste contact bijschaduw   | P1   | 03:32:36.0 UT |
| Eerste contact kernschaduw  | U1   | 04:29:10.4 UT |
| Kernschaduw compleet vanaf  | U2   | 04:31:21.8 UT |
| Bijschaduw compleet vanaf   | P2   | 05:32:33.5 UT |
| Maximum eclips              | GE   | 06:10:11.9 UT |
| Bijschaduw compleet t/m     | P3   | 06:48:07.6 UT |
| Kernschaduw compleet t/m    | U3   | 07:49:07.5 UT |
| Laatste contact kernschaduw | U4   | 07:51:22.2 UT |
| Laatste contact bijschaduw  | P4   | 08:47:49.0 UT |